# Iván Zarandona
Iván Zarandona Esono (Valladolid, 3 agosto 1980) è un ex calciatore spagnolo naturalizzato equatoguineano, di ruolo centrocampista.
Anche suo fratello Benjamín Zarandona è un calciatore professionista. Il giocatore ha ottenuto molti risultati importanti con la sua squadra.